# ریچارد فلایشر
ریچارد فلایشر (انگلیسی: Richard Fleischer؛ زاده ۸ دسامبر ۱۹۱۶ – درگذشته ۲۵ مارس ۲۰۰۶) کارگردان اهل ایالات متحده آمریکا بود. وی بین سال‌های ۱۹۴۳ تا ۱۹۸۷ میلادی فعالیت می‌کرد. وی نویسنده کتاب مذاکره برای کسب سود می‌باشد که به عنوان کتاب مرجع در اصول مذاکره در دانشگاه هاروارد تدریس می‌شود. مثال‌های غیر سازمانی کتاب آن را به عنوان یک کتاب مرجع بسیار مفید برای یادگیری اصول مذاکره در جهان می‌دانند.

## بخشی از فیلمشناسی
- طرحی برای مرگ (۱۹۴۸)
- محافظ شخصی (۱۹۴۸)
- آرنا (۱۹۵۳)
- ۲۰٬۰۰۰ فرسنگ زیر دریا (۱۹۵۴)
- وایکینگ (۱۹۵۸)
- این هزاران تپه‌ماهور (۱۹۵۹)
- اجبار (۱۹۵۹)
- باراباس (۱۹۶۱)
- دکتر دولیتل (۱۹۶۷)
- چه! (۱۹۶۹)
- سویلنت سبز (۱۹۷۳)
- مندینگو (۱۹۷۵)
- آشانتی (۱۹۷۹)
- خواننده جاز (۱۹۸۰)
- کونان ویرانگر (۱۹۸۴)
- سونیای سرخ (۱۹۸۵)